# Партридж (тауншип, Миннесота)
Партридж (англ. Partridge) — тауншип в округе Пайн, Миннесота, США. На 2000 год его население составило 518 человек.

## География
По данным Бюро переписи населения США площадь тауншипа составляет 90,4 км², из которых 90,3 км² занимает суша, а 0,1 км² — вода (0,06 %).

## Демография
По данным переписи населения 2000 года здесь находились 518 человек, 191 домохозяйство и 145 семей.  Плотность населения —  5,7 чел./км².  На территории тауншипа расположено 247 построек со средней плотностью 2,7 построек на один квадратный километр. Расовый состав населения: 96,72 % белых, 0,39 % афроамериканцев, 0,77 % коренных американцев, 0,77 % — других рас США и 1,35 % приходится на две или более других рас. Испанцы или латиноамериканцы любой расы составляли 1,16 % от популяции тауншипа.
Из 191 домохозяйства в 31,9 % воспитывались дети до 18 лет, в 62,8 % проживали супружеские пары, в 7,3 % проживали незамужние женщины и в 23,6 % домохозяйств проживали несемейные люди. 17,3 % домохозяйств состояли из одного человека, при том 4,7 % из — одиноких пожилых людей старше 65 лет. Средний размер домохозяйства — 2,71, а семьи — 3,08 человека.
27,6 % населения — младше 18 лет, 6,9 % — в возрасте от 18 до 24 лет, 25,1 % — от 25 до 44, 26,6 % — от 45 до 64, — и 13,7 % старше 65 лет. Средний возраст — 40 лет. На каждые 100 женщин приходилось 98,5 мужчин.  На каждые 100 женщин старше 18 приходилось 92,3 мужчин.
Средний годовой доход домохозяйства составлял 34 722 доллара, а средний годовой доход семьи —  40 313 долларов. Средний доход мужчин —  31 042  доллара, в то время как у женщин — 19 712. Доход на душу населения составил 23 262 доллара. За чертой бедности находились 4,3 % семей и 4,7 % всего населения тауншипа, из которых 5,4 % старше 65 лет.